# Arsy
Arsy és un municipi francès, situat al departament de l'Oise i a la regió dels Alts de França. L'any 2007 tenia 798 habitants.

## Demografia

### Població
El 2007 la població de fet d'Arsy era de 798 persones. Hi havia 296 famílies de les quals 56 eren unipersonals (32 homes vivint sols i 24 dones vivint soles), 104 parelles sense fills, 124 parelles amb fills i 12 famílies monoparentals amb fills.
La població ha evolucionat segons el següent gràfic:
Habitants censats

### Habitatges
El 2007 hi havia 324 habitatges, 305 eren l'habitatge principal de la família, 7 eren segones residències i 12 estaven desocupats. 304 eren cases i 19 eren apartaments. Dels 305 habitatges principals, 255 estaven ocupats pels seus propietaris, 48 estaven llogats i ocupats pels llogaters i 2 estaven cedits a títol gratuït; 2 tenien una cambra, 22 en tenien dues, 34 en tenien tres, 66 en tenien quatre i 181 en tenien cinc o més. 241 habitatges disposaven pel capbaix d'una plaça de pàrquing. A 127 habitatges hi havia un automòbil i a 161 n'hi havia dos o més.

### Piràmide de població
La piràmide de població per edats i sexe el 2009 era:
| Homes | Edats   | Dones |
| ----- | ------- | ----- |
| 0     | 95 o +  | 0     |
| 0     | 90 a 94 | 0     |
| 8     | 85 a 89 | 0     |
| 0     | 80 a 84 | 4     |
| 0     | 75 a 79 | 4     |
| 8     | 70 a 74 | 12    |
| 16    | 65 a 69 | 8     |
| 16    | 60 a 64 | 16    |
| 32    | 55 a 59 | 24    |
| 48    | 50 a 54 | 32    |
| 32    | 45 a 49 | 60    |
| 44    | 40 a 44 | 40    |
| 44    | 35 a 39 | 44    |
| 28    | 30 a 34 | 32    |
| 32    | 25 a 29 | 24    |
| 32    | 20 a 24 | 16    |
| 40    | 15 a 19 | 40    |
| 36    | 10 a 14 | 48    |
| 32    | 5 a 9   | 36    |
| 16    | 0 a 4   | 8     |

## Economia
El 2007 la població en edat de treballar era de 567 persones, 414 eren actives i 153 eren inactives. De les 414 persones actives 379 estaven ocupades (207 homes i 172 dones) i 35 estaven aturades (18 homes i 17 dones). De les 153 persones inactives 57 estaven jubilades, 42 estaven estudiant i 54 estaven classificades com a «altres inactius».

### Ingressos
El 2009 a Arsy hi havia 308 unitats fiscals que integraven 828 persones, la mediana anual d'ingressos fiscals per persona era de 20.780,5 €.

### Activitats econòmiques
Dels 37 establiments que hi havia el 2007, 1 era d'una empresa alimentària, 1 d'una empresa de fabricació d'altres productes industrials, 7 d'empreses de construcció, 11 d'empreses de comerç i reparació d'automòbils, 5 d'empreses de transport, 2 d'empreses financeres, 4 d'empreses immobiliàries, 5 d'empreses de serveis i 1 d'una empresa classificada com a «altres activitats de serveis».
Dels 6 establiments de servei als particulars que hi havia el 2009, 1 era una oficina de correu, 1 paleta, 1 guixaire pintor, 2 fusteries i 1 lampisteria.
L'únic establiment comercial que hi havia el 2009 era una fleca.
L'any 2000 a Arsy hi havia 5 explotacions agrícoles.

## Equipaments sanitaris i escolars
El 2009 hi havia una escola elemental integrada dins d'un grup escolar amb les comunes properes formant una escola dispersa.

## Poblacions més properes
El següent diagrama mostra les poblacions més properes.